# Joseph de La Porte du Theil
Paul-Marie-Joseph de La Porte du Theil (* 29. Mai 1884 in Mende, Département Lozère; † 5. November 1976 in Sèvres-Anxaumont, Département Vienne) war ein französischer Offizier und zuletzt Generalleutnant (Général de corps d’armée), der unter anderem 1940 Kommandierender General des VII. Korps (7e corps d’armée) und während des Vichy-Regimes von 1941 bis 1944 Generalkommissar der paramilitärischen Jugendorganisation Chantiers de la jeunesse française (CJF) war.

## Leben

### Offizier, Erster Weltkrieg und Zwischenkriegszeit
Paul-Marie-Joseph de La Porte du Theil begann nach dem Schulbesuch am 1. Oktober 1903 ein Studium an der École polytechnique und absolvierte eine Ausbildung zum Offizier. Er wurde am 1. Oktober 1905 zum Unterleutnant (Sous-Lieutenant) befördert und begann am 1. Oktober 1906 eine weitere Ausbildung an der Artillerie- und Ingenieurschule (École d’application de l’artillerie et du génie). Nach deren Abschluss folgten Verwendungen in verschiedenen Artillerieregimentern und wurde am 1. Oktober 1907 zum Leutnant (Lieutenant 2e Classe), am 6. August 1912 zum Oberleutnant (Lieutenant 1e Classe) sowie am 23. August 1914 zum Hauptmann (Capitaine) befördert. Nach Beginn des Ersten Weltkriegs übernahm er verschiedene Stellungen in Artillerieregimentern und erhielt am 4. September 1917 seine Beförderung zum Major (Chef d’escadron) und war zeitweise an die Artillerieschule (École militaire de l'artillerie) abgeordnet.
Nach Kriegsende übernahm La Porte du Theil zu Beginn der Zwischenkriegszeit unterschiedliche Dienststellungen und wurde für seine Verdienste per Dekret vom 10. Juli 1920 zum Ritter der Ehrenlegion ernannt. Am 25. September 1927 wurde er zum Oberstleutnant (Lieutenant-colonel) befördert, woraufhin er zunächst zwischen 1927 und 1930 als Assistenzprofessor an der Kriegshochschule (École Supérieure de Guerre) lehrte. Nach seiner Beförderung zum Oberst (Colonel) am 30. Dezember 1930 unterrichtete er bis 1931 als Professor an der Kriegshochschule und fungierte er von 1931 bis 1932 als Kommandeur des 32. Artillerieregiments (32e régiment d’artillerie). Für seine Verdienste wurde er per Dekret vom 17. Dezember 1933 zum Offizier der Ehrenlegion ernannt. Er übernahm vom 7. Januar 1935 bis zum 25. Juni 1938 den Posten als Kommandant der Artillerieschule EAA (École d’Application de l’Artillerie) in Metz und erhielt in dieser Verwendung am 13. März 1935 seine Beförderung zum Brigadegeneral (Général de brigade).

### Zweiter Weltkrieg, Generalkommissar derChantiers de la jeunesse françaiseund Nachkriegszeit

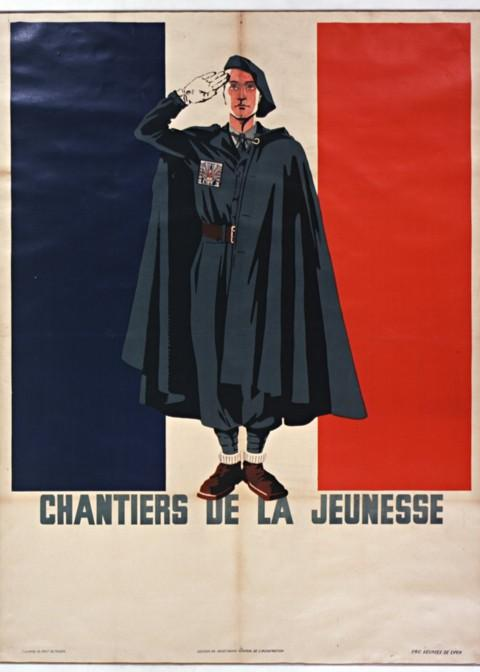
Generalleutnant La Porte du Theil während des Vichy-Regimes von 1941 bis 1944 Generalkommissar der paramilitärischen Jugendorganisation Chantiers de la jeunesse française (CJF).

Im Anschluss fungierte er als Nachfolger von Generalmajor Robert-Auguste Touchon zwischen dem 25. Juni 1938 und seiner Ablösung durch Generalmajor François Pierre Louis Keller am 14. Mai 1940 als Kommandeur der 42. Infanteriedivision, wobei er am 23. Dezember 1938 zum Generalmajor (Général de division) befördert wurde. Im Zweiten Weltkrieg fungierte er während des Westfeldzuges als Nachfolger von Generalleutnant Pierre Champon vom 14. Mai bis zum 4. August 1940 als Kommandierender General des VII. Korps (7e corps d’armée).
Während des Vichy-Regimes befand sich Joseph de La Porte du Theil anschließend zwischen dem 4. August 1940 bis zum 3. Februar 1941 zunächst zur besonderen Verfügung des Ministeriums für Familie und Jugend sowie vom 3. bis 14. Februar 1941 noch kurzzeitig zur besonderen Verfügung des Generalsekretärs für Jugend. Daraufhin übernahm er zwischen dem 14. Februar 1941 und dem 5. Januar 1944 den Posten als Generalkommissar der paramilitärischen Jugendorganisation Chantiers de la jeunesse française (CJF). In dieser Funktion erhielt er am 20. Februar 1941 seine Beförderung zum Generalleutnant (Général de corps d'armée) und durch Dekret vom 18. Juli 1941 auch seine Ernennung zum Kommandeur der Ehrenlegion. Er trat zwar am 29. Mai 1943 zurück, verblieb aber weiterhin in seiner Position als Generalkommissar der CFJ. Am 5. Januar 1944 wurde er festgenommen und befand sich daraufhin in deutscher Kriegsgefangenschaft, aus der er erst am 5. Mai 1945 kurz vor der bedingungslosen Kapitulation der Wehrmacht entlassen wurde.
Seine Aktivitäten vor seiner Verhaftung und fast anderthalbjährigen Internierung in Deutschland wurden ab Juni 1945 Gegenstand einer Untersuchung durch eine Kommission des Obersten Gerichtshofs (Haute Cour de justice). Der im Beschluss vom 26. Dezember 1944 definierte Vorwurf der nationalen Demütigung traf auf seinen Fall zu und war in keiner Weise begründet. Dies veranlasste den Obersten Gerichtshof, im November 1947 eine Entscheidung zu erlassen, mit der der Fall abgewiesen wurde. Vier Hauptgründe erklärten diese Entscheidung:
- die Chantiers de jeunesse fungierten als Bollwerk für junge Menschen gegen deutsche oder kollaborative Einflüsse;
- trotz hunderter Zeugenaussagen ehemaliger Anführer von Gruppen, die dem Angeklagten unterstellt waren, konnte nicht nachgewiesen werden, dass General de La Porte du Theil den Interessen des Besatzers gedient hat, vielmehr wurde sein ständig germanophober Charakter sogar bestätigt;
- General de La Porte du Theil lehnte ab September 1943 kategorisch jegliche Entsendung oder Bereitstellung von Mitgliedern der Chantiers als Arbeitskräfte zugunsten des Besatzers ab;
- Die Veteranen der Chantiers beteiligten sich in großer Zahl an den Befreiungskämpfen 1944–1945: 38.000 aus Nordafrika von November bis Dezember 1942, 60.000 Freiwillige vom französischen Festland in der Zeit von Mai/Juni bis September 1944, dann 100.000 junge Personen aus dem Einberufungsjahrgang 1943, die ab Januar 1945 mobilisiert wurden.[4][5][6][7]

## Veröffentlichungen
- Un an de commandement des Chantiers de la Jeunesse, Éditions Sequana, Paris 1941
- Les chantiers de la Jeunesse, Éditions Sequana, Paris 1941
- Instruction sur l’organisation et l’administration des Chantiers de la jeunesse. Doctrine et organisation générale, Éditions Charles-Lavauzelle, 1941
- Les Chantiers de la jeunesse ont deux ans, précédé d’une lettre du maréchal de France, chef de l’état, Éditions Sequana, Paris 1942